# Acacia pseudonigrescens
Acacia pseudonigrescens é uma espécie de leguminosa do gênero Acacia, pertencente à família Fabaceae.